# Acide cyanique
L'acide cyanique est un composé chimique de formule HOCN, correspondant à une structure H–O–C≡N. Il s'agit d'un acide instable qui peut être obtenu à partir de cyanates, par exemple en faisant réagir du cyanate de potassium KNCO avec de l'acide formique HCOOH, bien qu'en pratique on n'obtienne quasiment que son tautomère, l'acide isocyanique HNCO, de structure H–N=C=O. L'acide cyanique est un isomère de l'acide fulminique HCNO.
Le trimère de l'acide cyanique est l'acide cyanurique.
La molécule HOCN a été détectée dans le milieu interstellaire.